# Glarean

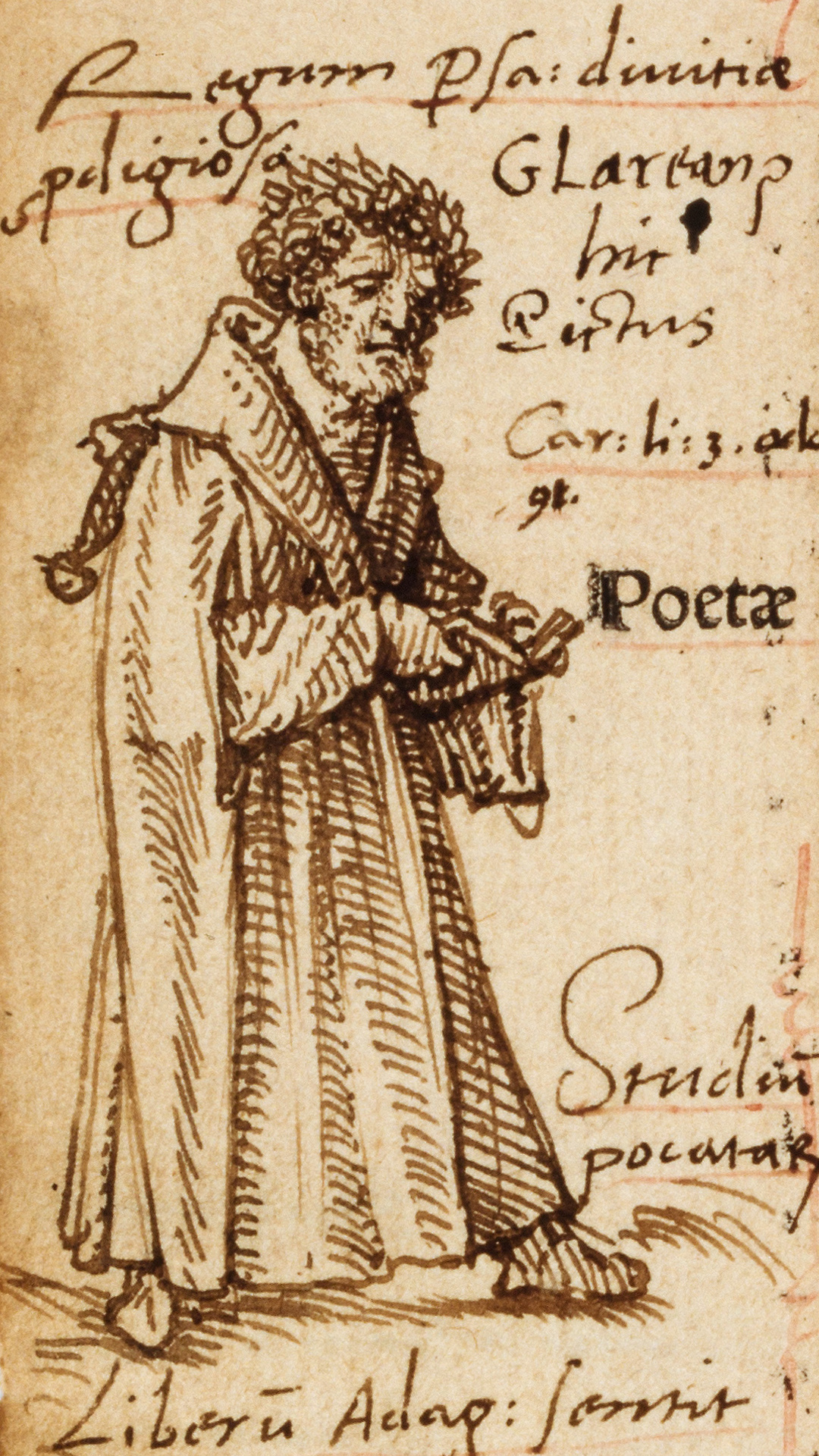
Heinrich Glarean, Federzeichnung von Hans Holbein dem Jüngeren

Glarean(us), eigentlich Heinrich Loriti, auch Loritis, Loritti oder Loretti (* 28. Februar oder 2. Juni 1488 in Mollis, Kanton Glarus; † 27. oder 28. März 1563 in Freiburg im Breisgau) war ein Schweizer Musiker, Musiktheoretiker, Dichter, Lehrer, Philologe, Historiker, Geograph, Mathematiker, Humanist und Universalgelehrter der frühen Renaissance.

## Leben
Der lateinische Name verweist auf seine Herkunft aus dem Kanton Glarus. Nach einer Grundausbildung in Bern und bei Michael Rubellus (Michael Rötlin; * um 1480, † 1520) in Rottweil studierte er in Wien und bei Matthias Aquensis in Köln. 1512 wurde er in Köln Magister und dort 1512 wegen eines Lobgedichtes auf Kaiser Maximilian von diesem zum Poeta Laureatus ernannt. Nachdem er sich im Streit von Johannes Reuchlin gegen die Kölner Dominikaner auf die Seite Reuchlins gestellt hatte, siedelte er 1514 nach Basel über, wo er in fruchtbarem Kontakt mit den Buchdruckern Johann Froben und Heinrich Petri und den Gelehrten Erasmus von Rotterdam und Oswald Myconius bis 1529 als Bursenleiter wirkte; zwischenzeitlich hielt er sich in Pavia (1515) und in Paris (1517–22) auf. In Basel (1516) war sein nachmaliger Freund Aegidius Tschudi sein Schüler.
Da ihn wie Erasmus von Rotterdam das Zurücktreten der klassischen Studien vor religiösen Fragen störte, geriet er aus wissenschaftlichen Bedenken in einen immer schärferen Gegensatz zur Reformation und ging 1529 nach deren Einführung in Basel als Professor der Poetik nach Freiburg im Breisgau. Dort lehrte er bis zu seiner Emeritierung 1560 Poetik, Geschichte und Geografie. Die Stadt ehrte ihn durch die Benennung einer Straße.
Glareans Beitrag zur Musiktheorie in seinem Werk Dodekachordon (1547) war die Erweiterung des Systems der authentischen mittelalterlichen Modi um den ionischen und den äolischen Modus, aus denen sich später das Dur-Moll-System entwickelte, das in der westlichen Musik von ca. 1600 bis 1900 vorherrschend war.

## Glarean-Preis
Am 10. Juli 2007 hat die Schweizerische Musikforschende Gesellschaft erstmals den Glarean-Preis in der Höhe von 10'000 Schweizer Franken vergeben. Der neue Wissenschaftspreis wird alle zwei Jahre verliehen und soll die Arbeit von ausgewiesenen Forschern ehren. In den Zwischenjahren soll ein Nachwuchsforscher ebenfalls mit CHF 10'000 ausgezeichnet werden. Empfänger des ersten Glarean-Preises ist Reinhard Strohm von der University of Oxford. Weitere Preisträger sind:
- 2009: Martin Staehelin, Musikwissenschaftler und Hochschullehrer an der Georg-August-Universität Göttingen
- 2011: Karol Berger, Musikwissenschaftler an der Stanford University
- 2013: Salwa El-Shawan Castelo-Branco, Direktorin und Professorin am Institut für Musikethnologie an der Universidade Nova de Lisboa
- 2015: Paolo Fabbri, Professor für Geschichte der Modernen Musik an der Universität Ferrara

## Werke
- De geographia liber. Basel 1527
- Isagoge in musicen. Basel 1516
- Dodekachordon. Basel 1547 (Nachweis der 12 Tonarten)
  - Übersetzt von Peter Bohn (= Publikation älterer praktischer und theoretischer Musikwerke 16), Leipzig 1888
- Textausgaben von Titus Livius und Boëthius
- Helvetiae descriptio. Basel 1515
- Duo elegiarum libri ad Uldericum Zinlium Doggium., Basel 1516, gewidmet ad Matthiam Aquanum philosophum et theologum Agrippinensem
- Liber de asse et partibus eius. Basel 1550 (Open Access urn:nbn:se:alvin:portal:record-155582)